# Newportia brevipes
Newportia brevipes är en mångfotingart som beskrevs av Pocock 1891. Newportia brevipes ingår i släktet Newportia och familjen Scolopocryptopidae. Inga underarter finns listade i Catalogue of Life.